# Кратчайшие Санкт-Галленские анналы
Кратчайшие Санкт-Галленские анналы (лат. Annales brevissimi codicis Sangallensis) — два небольших аннала, сохранившихся в рукописях IX—X вв. из библиотеки монастыря города Санкт-Галлен. Охватывают период с 768 по 889 гг. (кодекс № 250), и с 814 по 961 гг. (кодекс № 459). Описывают главным образом события истории Франкского государства и Монастыря Святого Галла.

## Издания
- Annales brevissimi codicis Sangallensis N. 250 / ed. G. H. Pertz // MGH, SS. Bd. I. Hannover. 1826, p. 69[2].

- Annales brevissimi codicis Sangallensis N. 459 / ed. G. H. Pertz // MGH, SS. Bd. I. Hannover. 1826, p. 70[3].

## Переводы на русский язык
- Кратчайшие Санкт-Галленские анналы из кодекса № 250 в переводе И. М. Дьяконова на сайте Восточной литературы

- Кратчайшие Санкт-Галленские анналы из кодекса № 459 в переводе И. М. Дьяконова на сайте Восточной литературы